# Horst Ritze
Horst Ritze (* 13. November 1916 in Erfurt; † 30. September 1994 in Wyk auf Föhr) war ein deutscher Zahnmediziner, Prothetiker und Hochschullehrer.

## Leben und Werk
Horst Ritze stammte aus der preußischen Provinz Sachsen. Nach dem Schulabschluss studierte er und promovierte 1948 zum Dr. med. dent. 1956 wurde er nach erfolgter Habilitation Privatdozent für Zahn-, Mund- und Kieferheilkunde an der Universität Hamburg und 1962 dort zum außerplanmäßigen und 1963 zum außerordentlichen Professor für Zahn-, Mund- und Kieferheilkunde ernannt. Gleichzeitig wurde er Leiter der Prothetischen Abteilung der Universitätsklinik für Zahn-, Mund- und Kieferkrankheiten in Hamburg. 1966 wurde er zum Ordinarius für zahnärztliche Prothetik an der Universitätsklinik und -poliklinik für Zahn-, Mund- und Kieferkrankheiten der Freien und Hansestadt Hamburg ernannt. Bis 1983 war er (ordentlicher) Professor für Zahn-, Mund- und Kieferheilkunde an der Universität Hamburg. In den Jahren 1969/1970 war Ritze zusätzlich auch Dekan der Medizinischen Fakultät.
Horst Ritze lebte zuletzt in Nebel auf der Insel Amrum. Am 14. Oktober 1994 wurde er auf dem Hamburger Friedhof Ohlsdorf beigesetzt. Die inzwischen verwaiste Grabstätte liegt im Planquadrat BL 52, südlich der Einmündung der Ida-Ehre-Allee in die Mittelallee.

## Schriften (Auswahl)
- Beitrag zur dentogenen Fazialisparese. Hamburg 1948.
- Werkstoffkundliche Untersuchungen von Einstückgussprothesen aus der Chrom-Kobalt-Legierung Wisil sowie der Stahleinbettungsmassen R & R, Hartex, Pyrophan und Litiotil. Hamburg 1956.
- Zur prothetischen Versorgung von Lippen-Kiefer-Gaumenspalten. In: Dtsch. zahnärztl. Zschrift 16 (1961), S. 1563.
- Prothetische Korrekturen nach kieferorthopädischen Maßnahmen. In: Fortschritte der Kieferorthopädie 38 (1977), S. 30–35.